# 枚坡桥
枚坡桥（越南语：／），又译梅花桥，是越南的河同铁路在谅山市东南郊横跨{淇穷江的大桥。从1965年起，就是越南战争美国空军与海军航空兵最重要的轰炸目标。

## 历史
法属印度支那当局1904年建成的河内-同登铁路，跨过淇穷江的是位于谅山市区的老圻罗桥。
1965年11月初，援越抗美的中国志愿工程队一支队四大队在圻罗河谅山段修建一座战备铁路桥——枚坡桥，使得铁路绕道谅山市的东南郊。大桥越方总工程师阮光镜和中方总工程师凌某。 
每隔十天半个月，美军机群就大规模轰炸该桥工地。中国援越抗美的铁道兵第9团（即中国工程部队一支队四大队）负责谅山地域的铁路保交抢修。一次空袭最多牺牲13人。